# 美国联邦第六巡回上诉法院
美国联邦第六巡回上诉法院（引用时缩写为6th Cir.）是美国的13个联邦上诉法院之一。其对以下美国联邦地区法院拥有上诉管辖权：
- 美国肯塔基东区联邦地区法院
- 美国肯塔基西区联邦地区法院
- 美国密歇根东区联邦地区法院
- 美国密歇根西区联邦地区法院
- 美国俄亥俄北区联邦地区法院
- 美国俄亥俄南区联邦地区法院
- 美国田纳西东区联邦地区法院
- 美国田纳西中区联邦地区法院
- 美国田纳西西区联邦地区法院

第六巡回上诉法院有16位现任法官，都位于俄亥俄州辛辛那提的波特·斯图亚特法院。